# 前890年代
| 千纪： | 前1千纪 |
| 世纪： | 前10世纪 \| 前9世纪 \| 前8世纪                                                                             |
| 年代： | 前920年代 \| 前910年代 \| 前900年代 \| 前890年代 \| 前880年代 \| 前870年代 \| 前860年代                    |
| 年份： | 前899年 \| 前898年 \| 前897年 \| 前896年 \| 前895年 \| 前894年 \| 前893年 \| 前892年 \| 前891年 \| 前890年 |

## 重要事件及趋势
- 大体相当于周懿王、周孝王时期
- 周懿王元年（前899年4月21日），天再旦於鄭（《竹書紀年》）
- 公元前892年——雅典国王麦加克勒斯30年统治后去世，由他的儿子丢格那妥继承。
- 公元前892年——周孝王取代周懿王即位。
- 公元前891年——图库尔蒂-尼努尔塔二世接替他的父亲阿达德尼拉里二世成为亚述国王。

## 重要人物
- 周懿王，西周第7任君主
- 周孝王，西周第8任君主，周懿王的叔叔
- 巴沙，以色列王国的第三任君主
- 亚撒，犹大王国的第三任君主